# PAOK Salonique (volley-ball féminin)
Le PAOK Salonique (grec moderne : Πανθεσσαλονίκειος Αθλητικός Όμιλος Κωνσταντινουπολιτών / Panthessaloníkios Athlitikós Ómilos Konstantinoupolitón, « Association sportive thessalonicienne des Constantinopolitains ») est un club omnisports grec situé à Thessalonique dont la section volley-ball féminin a été fondée en 1995.
Le club remporte la Coupe de Grèce en 2021.